# Vincenzo Abbati
Vincenzo Abbati (Napoli, 1803 – Firenze, 1866) è stato un pittore italiano, padre del più famoso Giuseppe.

## Biografia
Dopo aver frequentato la scuola di scenografia annessa al Teatro San Carlo di Napoli, si iscrive nel 1822 al Regio Istituto di Belle Arti dove rimane fino al 1826, anno del suo debutto alla Prima mostra borbonica. Diviene quindi pittore di corte della figlia di Francesco I, Carolina di Borbone più nota come duchessa di Berry, al seguito della quale si trasferisce a Firenze nel 1842, quindi a Graz,  nel 1844, infine a Venezia. Qui partecipa alle annuali esposizioni dell'Accademia di Belle Arti con vedute prospettiche. Dopo il 1856 rientra a Napoli con il figlio Giuseppe, anch'egli pittore, e vi risiede stabilmente dal 1859. La data di morte, tradizionalmente riferita al 1866, potrebbe essere spostata secondo le ultime ricerche al 1874 circa, periodo a cui risale una causa per debiti che lo vede coinvolto.
La sua formazione artistica, iniziata a Firenze, si sviluppa ulteriormente a Venezia ove raccoglie svariate commissioni dalla duchessa di Barry. Tra le sue opere, vanno ricordate: il Monumento tombale di Don Pedro, nella Cattedrale di Palermo; Coro di frati in Sant'Efremo a Napoli; Interno della Chiesa dei Frari; Cappella di Minutolo; Grotta di Posillipo; Veduta di Capri al chiaro di luna. La sua pittura, per lo più interni e paesaggi notturni, ma anche scene di genere e soggetti storici, è caratterizzata da accentuati effetti di luce e da una buona resa prospettica.